# 동작도서관
동작도서관은 1991년 5월 6일 설립되었으며 서울특별시교육청이 운영하는 공공도서관이다.
휴관일은 매월 2,4째주 금요일과 일요일을 제외한 법정공휴일, 그리고 도서관이 정하는 임시 휴관일이다.

## 대출가능한 자료의 종류와 수, 기간
도서 자료
- 일반회원은 3권 2주
- 우수회원은 5권 2주
- 특별회원은 10권 3주
- 모든 회원 자격에서 동일자료 1주일 후 재대출 가능

## 개방 시간
| 이용 시간    | 평일          | 평일          | 주말          | 주말          |
| ------------ | ------------- | ------------- | ------------- | ------------- |
| 세부         | 3 - 10월      | 11 - 2월      | 3 - 10월      | 11 - 2월      |
| 종합자료실   | 09:00 - 20:00 | 09:00 - 19:00 | 09:00 - 17:00 | 09:00 - 17:00 |
| 디지털자료실 | 09:00 - 19:00 | 09:00 - 18:00 | 09:00 - 17:00 | 09:00 - 17:00 |
| 어린이실     | 09:00 - 18:00 | 09:00 - 18:00 | 09:00 - 17:00 | 09:00 - 17:00 |

- 디지털자료실은 중학생 이상 1인당 1일 2회, 1회 1시간 이용할 수 있다.

## 층별 구조
- 1층: 어린이실 ／ 제1열람실 ／ 열람자대기석(60석/78석/28석)
- 2층: 제2열람실／관장실／자료봉사과/관리과/식당(108석/48석)
- 3층: 종합자료실/휴게실(84석/60석)
- 지하1층: 시청각실 ／ 기계실(60석)

## 사진

구 어린이실
구 식당
구 휴게실
구 열람실
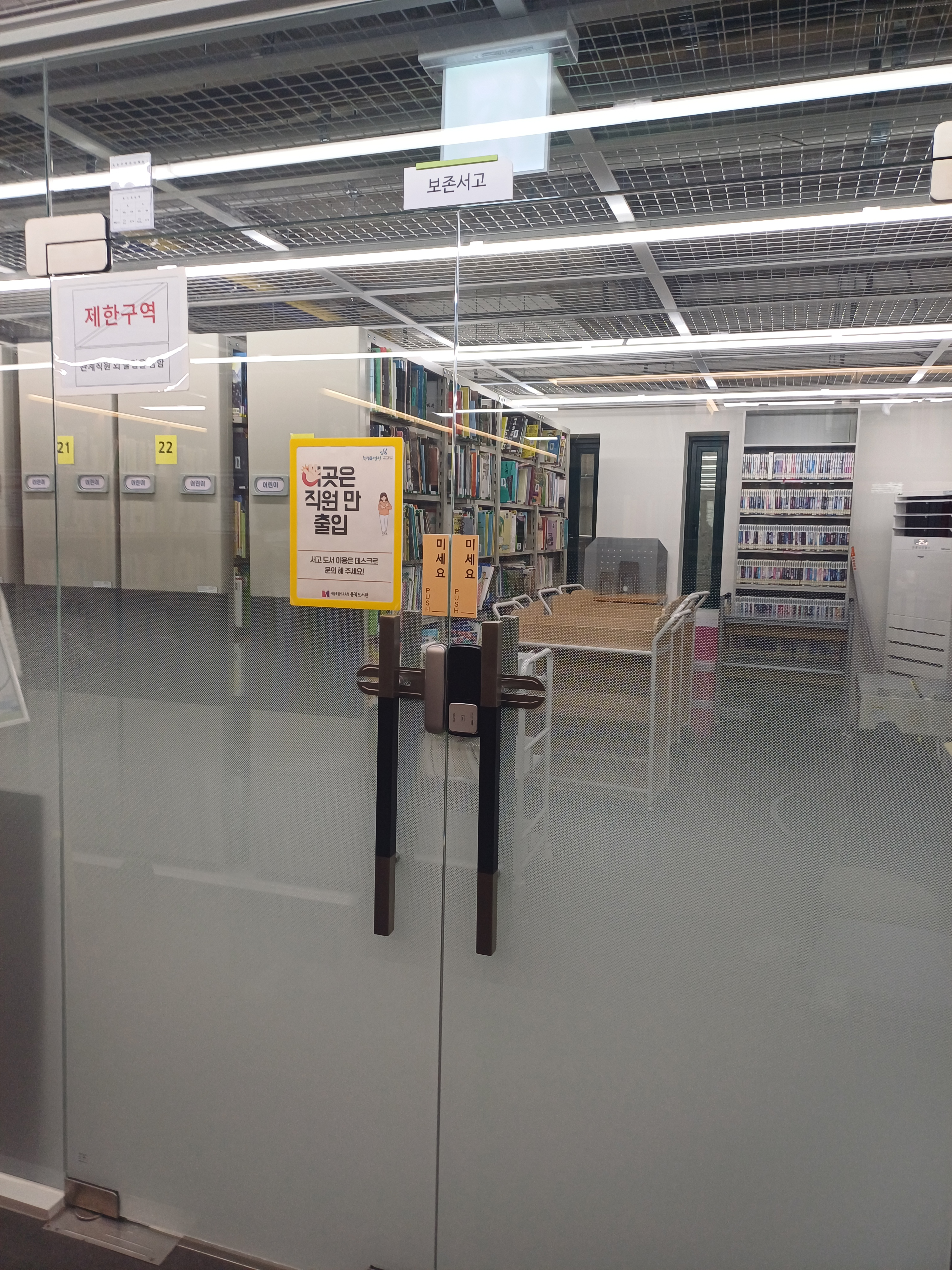
보존서고
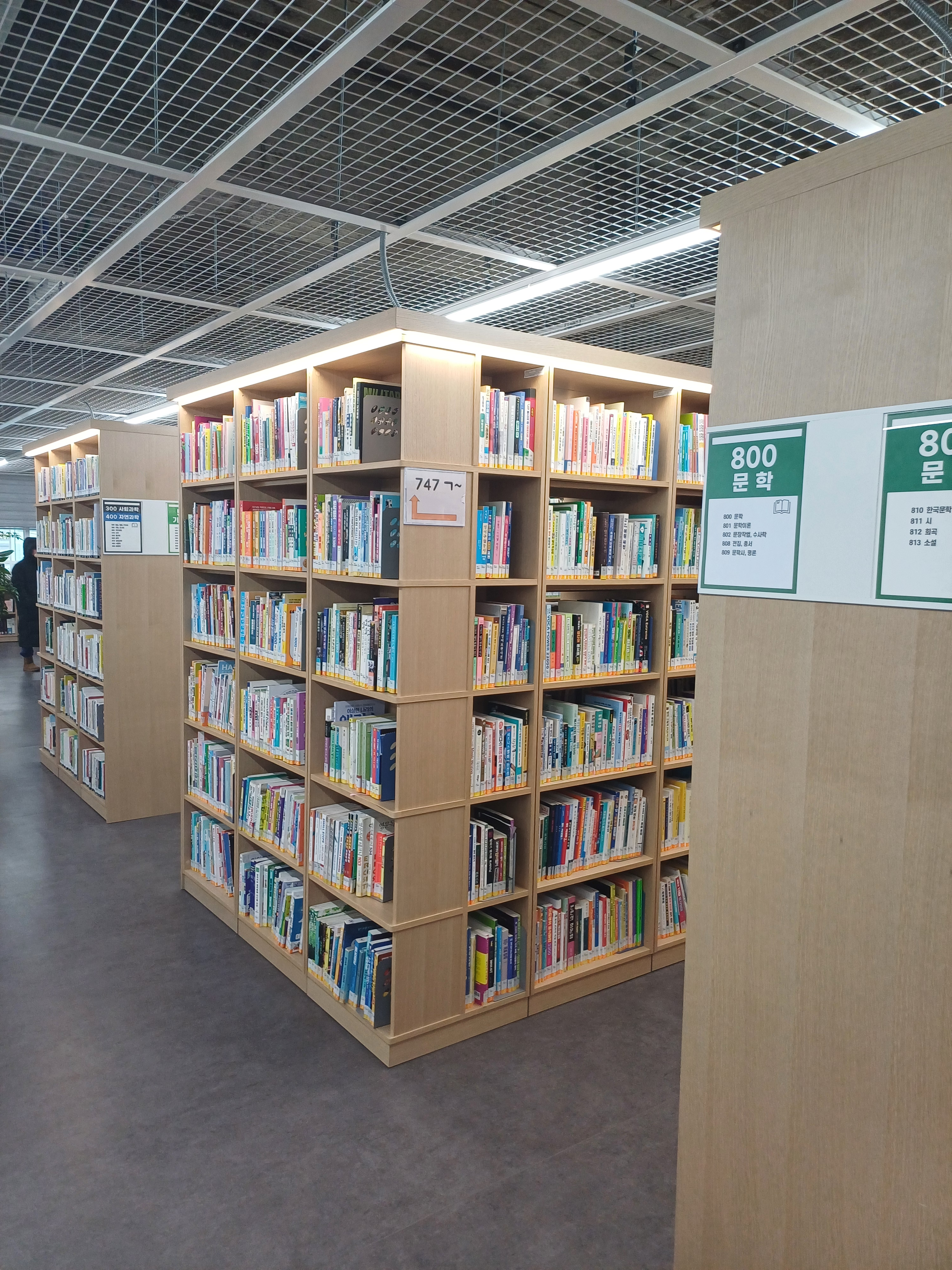
서고
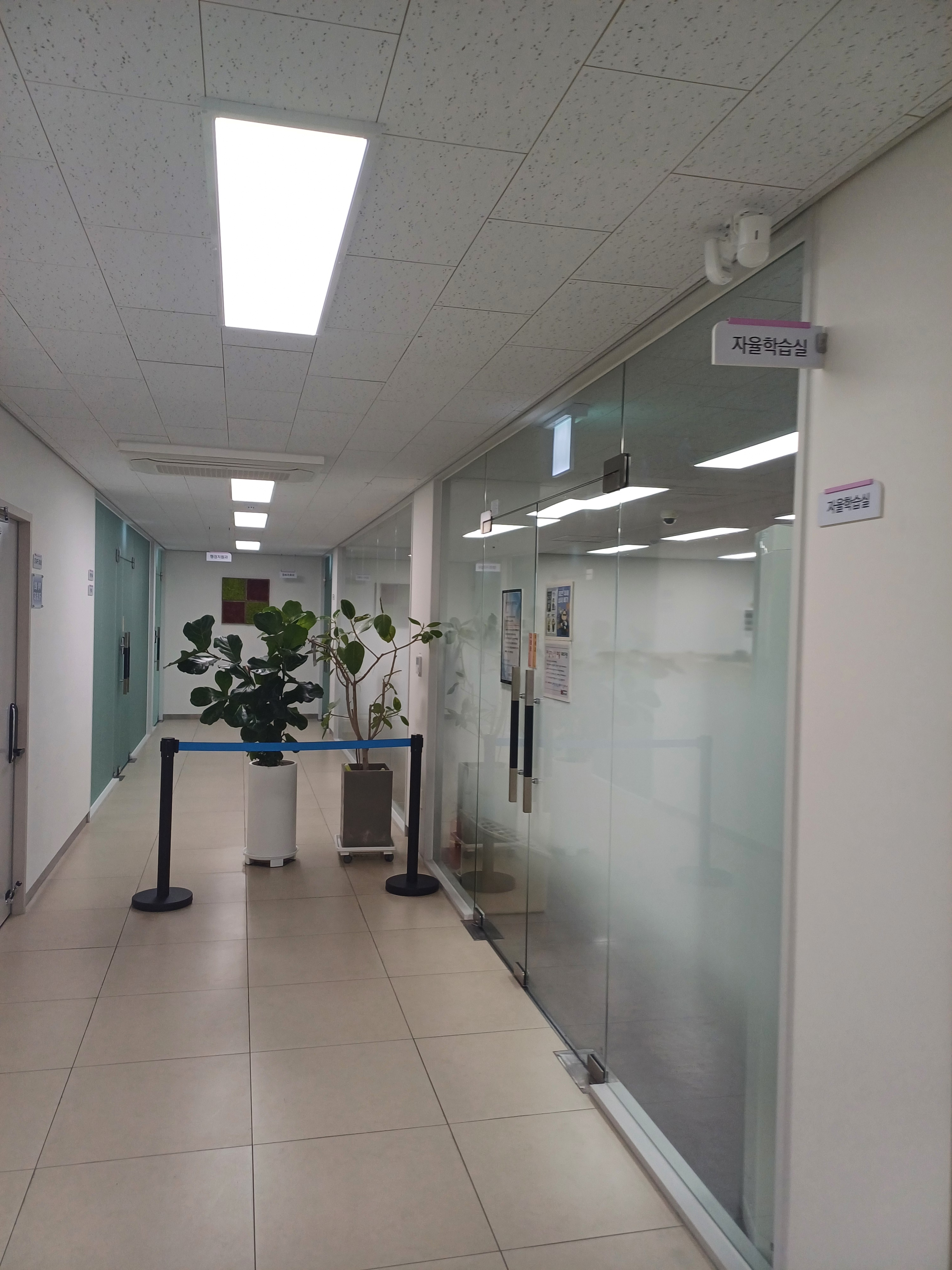
자율학습실

## 참조
1. ↑  서울시 도서관 길잡이에서 2009년 4월 4일 확인